# Boeing P-26 Peashooter
Боїнг P-26 Пішутер (англ. Boeing P-26 Peashooter) — американський винищувач, перший суцільнометалевий винищувач американського виробництва та перший моноплан-переслідувач, який надійшов на озброєння ескадрильї авіаційного корпусу армії США. Розроблений і виготовлений компанією Boeing, прототип вперше здійснив політ у 1932 році, і цей тип все ще використовувався в авіаційному корпусі армії США аж до 1941 року на Філіппінах.

## Історія
Одномісний винищувач, суцільнометалевий моноплан з відкритою кабіною і фіксованим шасі в обтічниках. Спроектовано в КБ фірми Boeing. Перший політ дослідний зразок XP-936 (модель 248) здійснив 20 березня 1932. Літак був прийнятий на озброєння USAAC під позначенням Р-26А. Серійне виробництво на заводі Boeing в Сіетлі почалося в грудні 1933 року. Перший серійний Р 26А (модель 26) піднявся в повітря в січні 1934 року.
На Р-26А був встановлений 9-циліндровий двигун повітряного охолодження Pratt & Whitney R-1340-27 потужністю 550 к.с., оснащений дволопасним металевим повітряним гвинтом змінного кроку Hamilton Standard.
Озброєння Р-26А складалося з двох синхронних 7,62-мм кулеметів Browning M1 з боєкомплектом 500 патронів на ствол. Кулемети були встановлені внизу носової частини фюзеляжу і стріляли через площину повітряного гвинта. Перед кабіною був встановлений приціл типу С-3. Була можлива установка фото-кінокулемета G-4 над центропланом правого крила.
Під центропланом була можлива установка бомботримача A-3, який дозволяв нести або дві 100-фунтові (45 кг) фугасні бомби, або п'ять 30-фунтових (14 кг) осколкових бомб.
Зовні серійні Р-26А відрізнялися від дослідних машин консолями крила з еліптичними закінцівками і укороченими обтікачами шасі. Були внесені зміни в конструкцію крила, встановлена радіостанція. Щогла антени встановлювалася праворуч по борту перед кабіною.
Перші винищувачі Р-26А були передані в 20-у винищувальну Групу, що розташовувалася на авіабазі Барксдейл, штат Луїзіана. Серед пілотів Р-26 заслужив прізвисько «Peashooter», що можна перекласти як «іграшкову рушницю».
Стройові льотчики гідно оцінили високі льотні характеристики винищувача, такі як скоропідйомність і відмінну маневреність. Нарікання з боку пілотів викликав поганий огляд вперед на рулюванні і зльоті, а також складність посадки. Стандартним маневром для зниження аварійності на зльоті «Пішутерів» стало вирулювання на старт по S-подібної кривої.

## ТТХ
- Довжина — 7,19 м
- Висота — 3,06 м
- Розмах крила — 8,52 м
- Площа крила — 13,89 м²
- маса порожнього літака — 997 кг
- Тип двигуна — 1 ПД Pratt & Whitney R-1340-27
- Потужність — 500 к.с.
- Максимпльна швидкість — 376,99 км/год на висоті 2285 м
- Розбіг — 176,78 м
- Час віражу — 17,7 с
- Практична дальність — 579 км
- Час підйому — 480 с на висоту 4572 м
- Скоропідйомність — 12 м/с
- Максимальна висота — 8500 м
- Екіпаж — 1 люд
- Озброєння — два 12,7-мм кулемета або один 12,7-мм кулемет і один 7,62-мм кулемет; бомби.

## Галерея

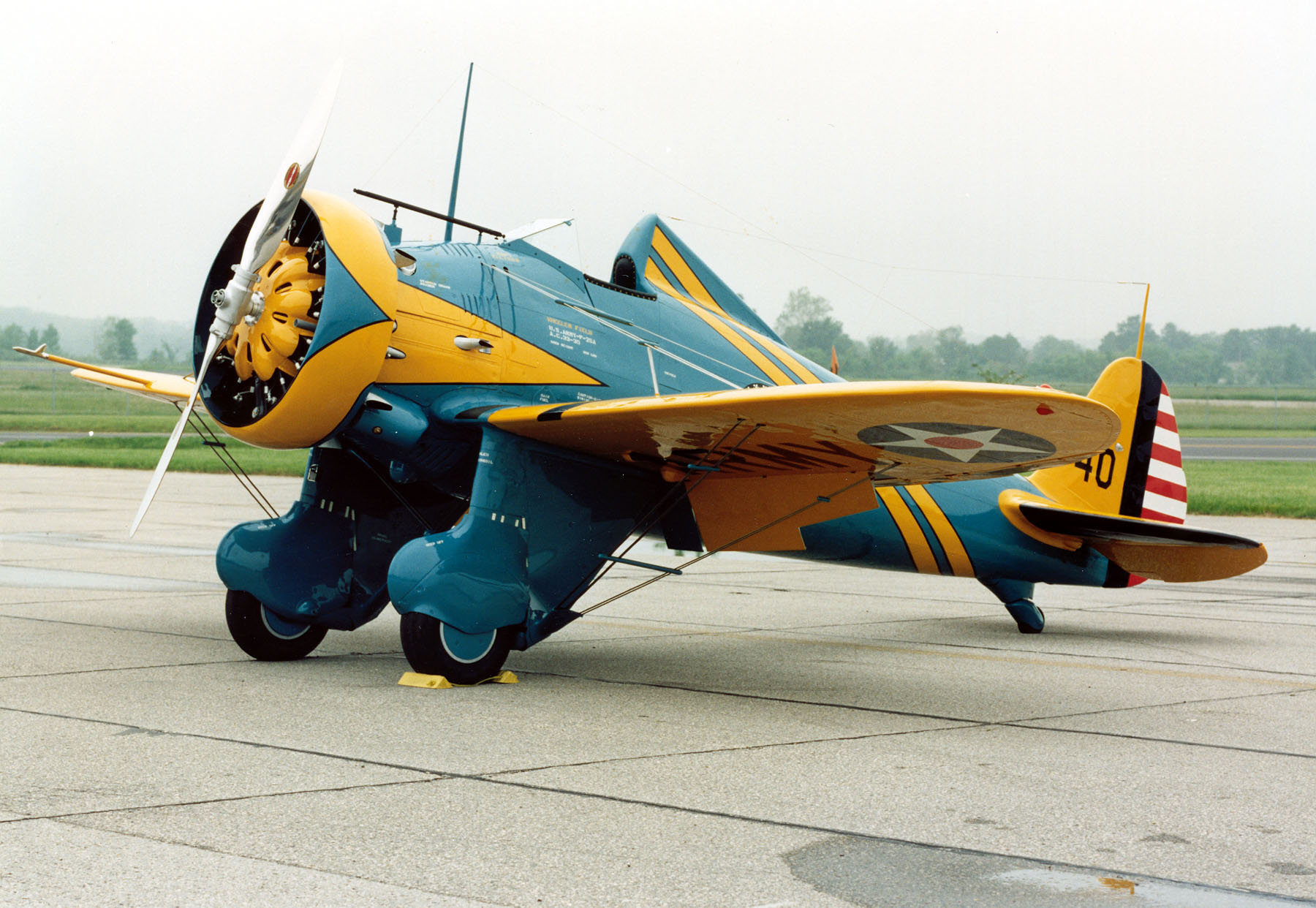
Boeing P-26A
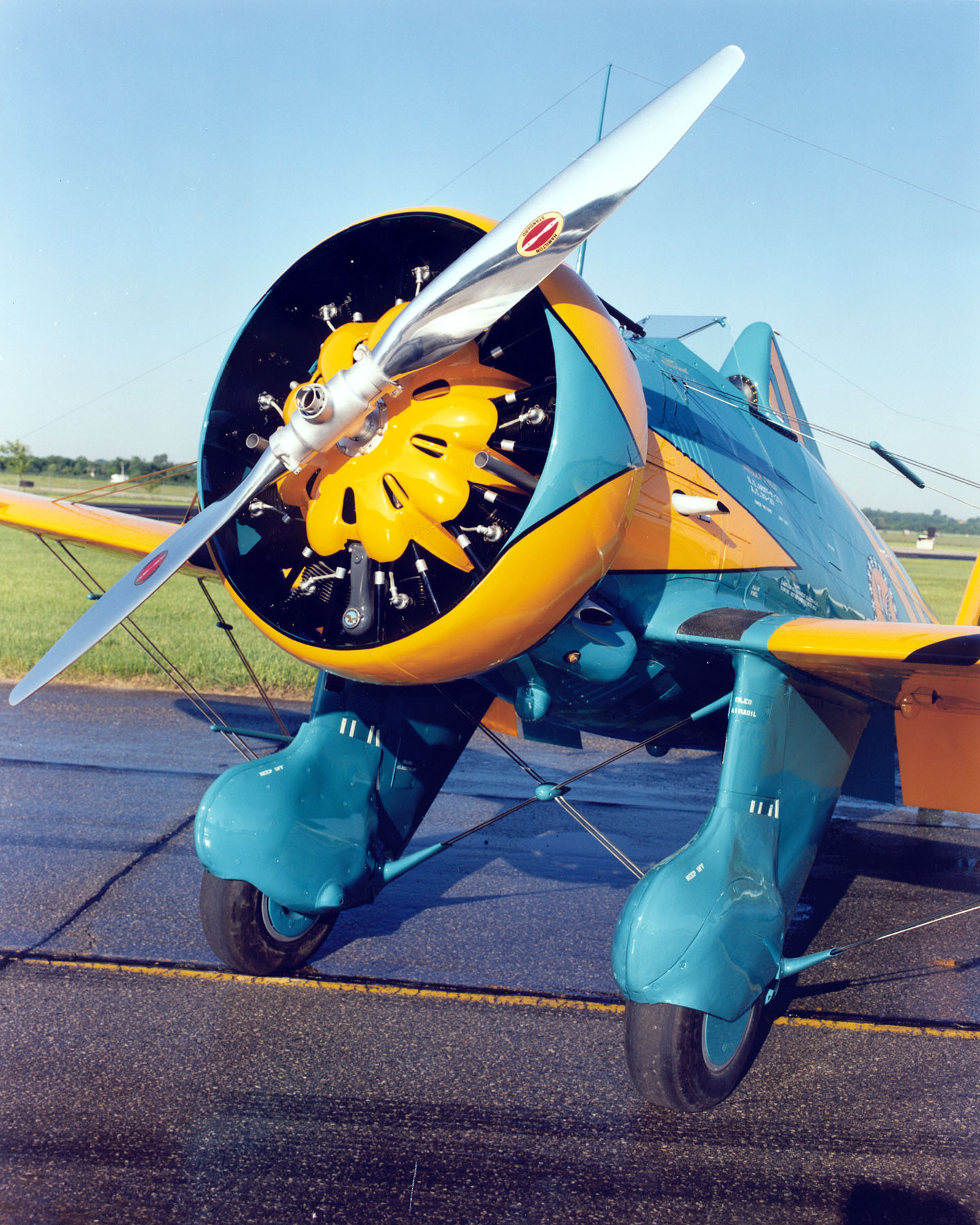
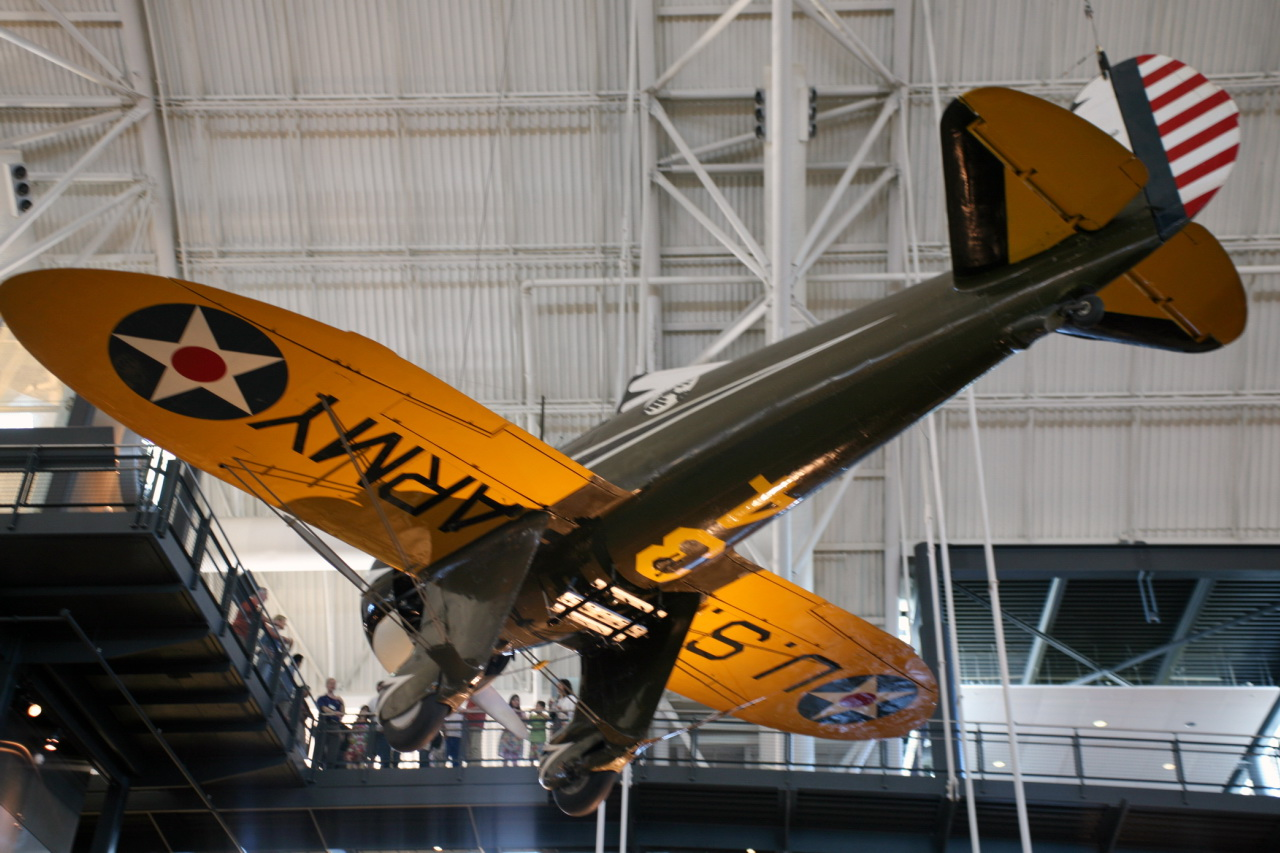
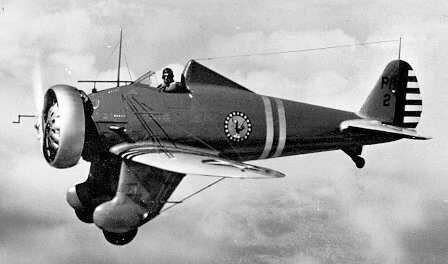
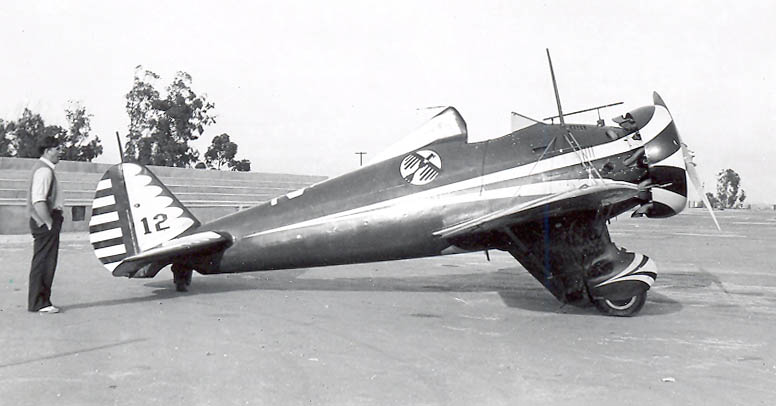
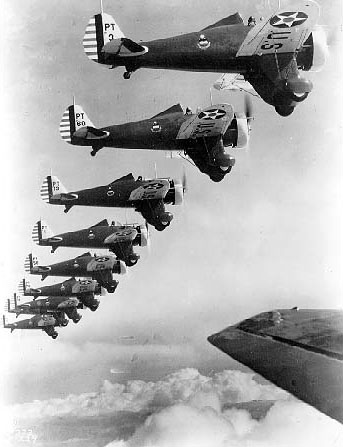
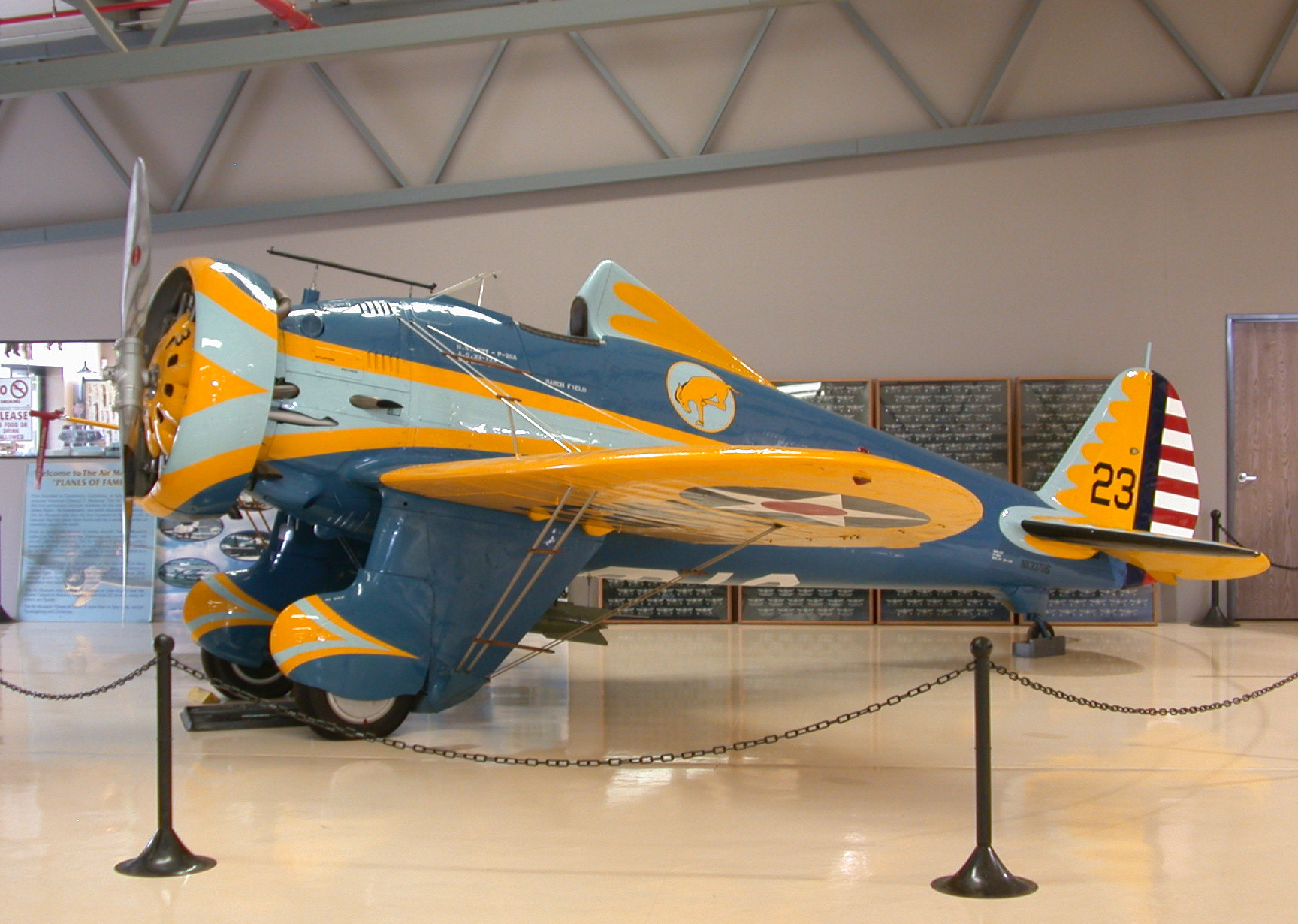
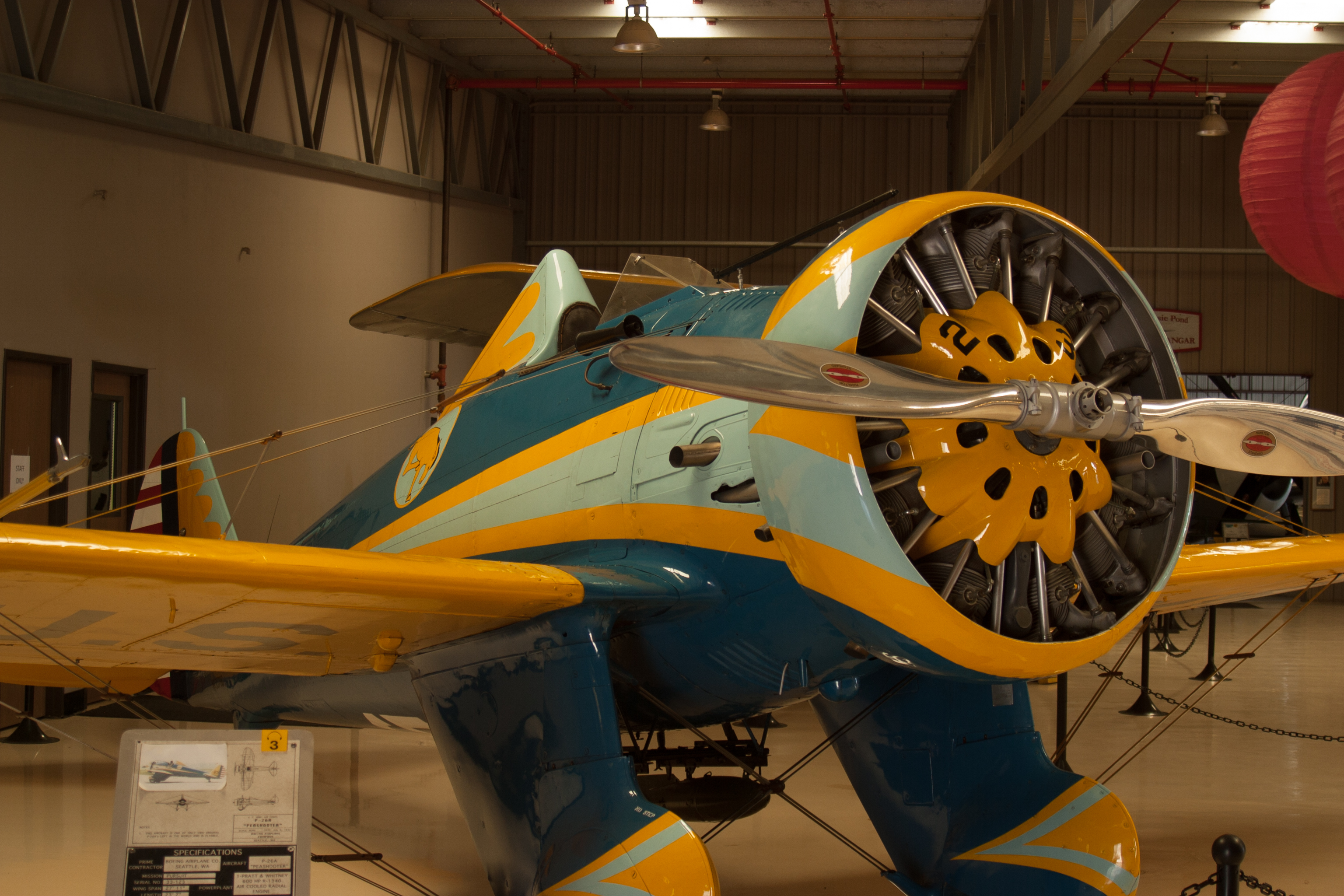